# Église Saint-Jean de Diest
L'église Saint-Jean (Sint-Janskerk en néerlandais) est une église  gothique en ruines située sur le territoire de la ville belge de Diest, dans la province du Brabant flamand.

## Historique
L'église est classée comme monument historique depuis le 31 juillet 1936 et figure à l'Inventaire du patrimoine immobilier de la Région flamande sous la référence 41613.
Le lierre qui recouvre les ruines est lui aussi classé, et ce depuis le 12 juillet 2010,.

## Architecture
|  |  |  |